# Montviron
Montviron és un municipi francès situat al departament de la Manche i a la regió de Normandia. L'any 2007 tenia 316 habitants.

## Demografia

### Població
El 2007 la població de fet de Montviron era de 316 persones. Hi havia 129 famílies de les quals 27 eren unipersonals (23 homes vivint sols i 4 dones vivint soles), 53 parelles sense fills i 49 parelles amb fills.
La població ha evolucionat segons el següent gràfic:
Habitants censats

### Habitatges
El 2007 hi havia 183 habitatges, 132 eren l'habitatge principal de la família, 39 eren segones residències i 12 estaven desocupats. 169 eren cases i 8 eren apartaments. Dels 132 habitatges principals, 101 estaven ocupats pels seus propietaris, 30 estaven llogats i ocupats pels llogaters i 1 estava cedit a títol gratuït; 4 tenien una cambra, 4 en tenien dues, 25 en tenien tres, 33 en tenien quatre i 66 en tenien cinc o més. 122 habitatges disposaven pel capbaix d'una plaça de pàrquing. A 46 habitatges hi havia un automòbil i a 78 n'hi havia dos o més.

### Piràmide de població
La piràmide de població per edats i sexe el 2009 era:
| Homes | Edats   | Dones |
| ----- | ------- | ----- |
| 0     | 95 o +  | 0     |
| 4     | 90 a 94 | 0     |
| 0     | 85 a 89 | 0     |
| 0     | 80 a 84 | 0     |
| 4     | 75 a 79 | 8     |
| 4     | 70 a 74 | 0     |
| 4     | 65 a 69 | 12    |
| 20    | 60 a 64 | 8     |
| 4     | 55 a 59 | 4     |
| 8     | 50 a 54 | 20    |
| 12    | 45 a 49 | 4     |
| 8     | 40 a 44 | 12    |
| 20    | 35 a 39 | 16    |
| 0     | 30 a 34 | 8     |
| 8     | 25 a 29 | 4     |
| 0     | 20 a 24 | 12    |
| 4     | 15 a 19 | 4     |
| 16    | 10 a 14 | 8     |
| 12    | 5 a 9   | 12    |
| 4     | 0 a 4   | 4     |

## Economia
El 2007 la població en edat de treballar era de 190 persones, 149 eren actives i 41 eren inactives. De les 149 persones actives 136 estaven ocupades (69 homes i 67 dones) i 14 estaven aturades (8 homes i 6 dones). De les 41 persones inactives 18 estaven jubilades, 13 estaven estudiant i 10 estaven classificades com a «altres inactius».

### Ingressos
El 2009 a Montviron hi havia 130 unitats fiscals que integraven 314 persones, la mediana anual d'ingressos fiscals per persona era de 19.255 €.

### Activitats econòmiques
Dels 14 establiments que hi havia el 2007, 1 era d'una empresa extractiva, 1 d'una empresa alimentària, 3 d'empreses de construcció, 2 d'empreses de comerç i reparació d'automòbils, 3 d'empreses d'hostatgeria i restauració, 1 d'una empresa immobiliària i 3 d'empreses de serveis.
Dels 4 establiments de servei als particulars que hi havia el 2009, 1 era una lampisteria, 1 electricista, 1 veterinari i 1 restaurant.
L'any 2000 a Montviron hi havia 24 explotacions agrícoles que ocupaven un total de 450 hectàrees.

## Poblacions més properes
El següent diagrama mostra les poblacions més properes.